# Aliquota fiscale
L'aliquota fiscale (o quota parte), nella scienza delle finanze, è il tasso fisso o variabile, espresso in forma di percentuale che si applica alla base imponibile per calcolare il tributo. L'aliquota non è specificata nelle imposte a quota fissa, il cui ammontare è invariabile e fissato direttamente dalla legge.

## Tipologie
L'aliquota media è pari al rapporto tra ammontare dell'imposta e ammontare della base imponibile; invece l'aliquota marginale è pari all'aliquota applicata sull'ultima fascia di ricchezza del contribuente. Questa distinzione ha senso solamente qualora la base imponibile possieda aliquote diverse, altrimenti l'unica percentuale è sia media che marginale. Ad esempio, in una nazione i redditi fino a 10.000 euro sono tassati al 10% e quelli da 10.001 euro al 20%. Un reddito di 15.000 euro verrà tassato (ipotizzando una progressività per scaglioni) nel seguente modo: 10.000 × 10 / 100 + 5.000 × 20 / 100 = 2.000 euro. Se ne deduce che l'aliquota media è 2.000 / 15.000 = 0,133333 cioè 13,33% mentre l'aliquota marginale è il 20% (quella della fascia più elevata).
Con aliquota fiscale totale, denominata in inglese "total tax rate", si intende un'aliquota fiscale totale che misura, in percentuale, la somma di tutte le imposte e contributi obbligatori a carico delle imprese e applicate ai profitti commerciali (ossia dopo la contabilizzazione di deduzioni consentite ed esenzioni), rispetto ai profitti commerciali complessivi. Imposte trattenute (come l'imposta sul reddito personale IRPEF) o raccolti e rimessi alle autorità fiscali (quali IVA, tasse sulla vendita di valori o delle merci e tasse di servizio o altre imposte raccolte come sostituto d'imposta) sono esclusi in quanto l'onere reale è scaricato su un altro contribuente.
L'aliquota fiscale effettiva, o aliquota fiscale reale, misura la tassazione effettiva in rapporto alla base imponibile. Difatti, tra l'applicazione dell'aliquota e l'ottenimento dell'imposta possono esservi dei passaggi intermedi che ne modificano l'importo, come ad esempio le detrazioni.
L'incidenza complessiva di tassazione dello Stato sul PIL è invece chiamata pressione fiscale. Lo scostamento tra l'aliquota fiscale effettiva media in una nazione e la pressione fiscale evidenzia la presenza di evasione fiscale.

## In Italia
Nel 1974 esistevano in Italia 32 aliquote fiscali, che nel 2023 si sono ridotte solamente a tre.

### Web
- Total tax rate (% of commercial profits), su data.worldbank.org.
- Definizione di Tax Rate transitionstrading.com
- Angelo Ruggiero, La differenza tra aliquota d'imposta marginale e aliquota fiscale reale, diritto24.ilsole24ore.com, 01 Agosto 2013.